# Monroe (Connecticut)
Monroe város az USA Connecticut államában, Fairfield megyében. Lakosainak száma 18 825 fő (2020. április 1.).

## Népesség
A település népességének változása:

| 2010 | 19 479 |
| 2020 | 18 825 |